# تاكست (آيت امحمد)
تاكست هي إحدى مشيخات المملكة المغربية، تتبع جغرافيا لإقليم أزيلال وإداريًا لآيت امحمد. يقدر عدد سكانها بـ 1360 نسمة حسب الإحصاء الرسمي للسكان والسكنى لسنة 2004.